# Palm Beach
Palm Beach (literalment "Platja de Les Palmeres") és un poble situat en una illa al comtat de Palm Beach, en l'estat nord-americà de Florida. Al cens de 2010 tenia una població de 8348 habitants i una densitat de població de 290,51 habitants per km². Palm Beach és una de les ciutats amb més renda per càpita del país i tradicional reducte de milionaris, artistes, esportistes, membres de la noblesa i celebritats, com Yōko Ono, Donald Trump i Jeffrey Epstein, que mantenen les seves residències d'hivern allà. La ciutat té museus, teatres, centres de recreació i el carrer Worth on es troben les cases de signatura de moda i art.

## Geografia
Palm Beach es troba a les coordenades 26° 41′ 9″ N, 80° 2′ 14″ O / 26.68583°N,80.03722°O. Segons l'Oficina del Cens dels Estats Units, Palm Beach té una superfície total de 28.74 km², de la qual 10.82 km² corresponen a terra ferma i (62.33 %) 17.91 km² és aigua.

## Demografia

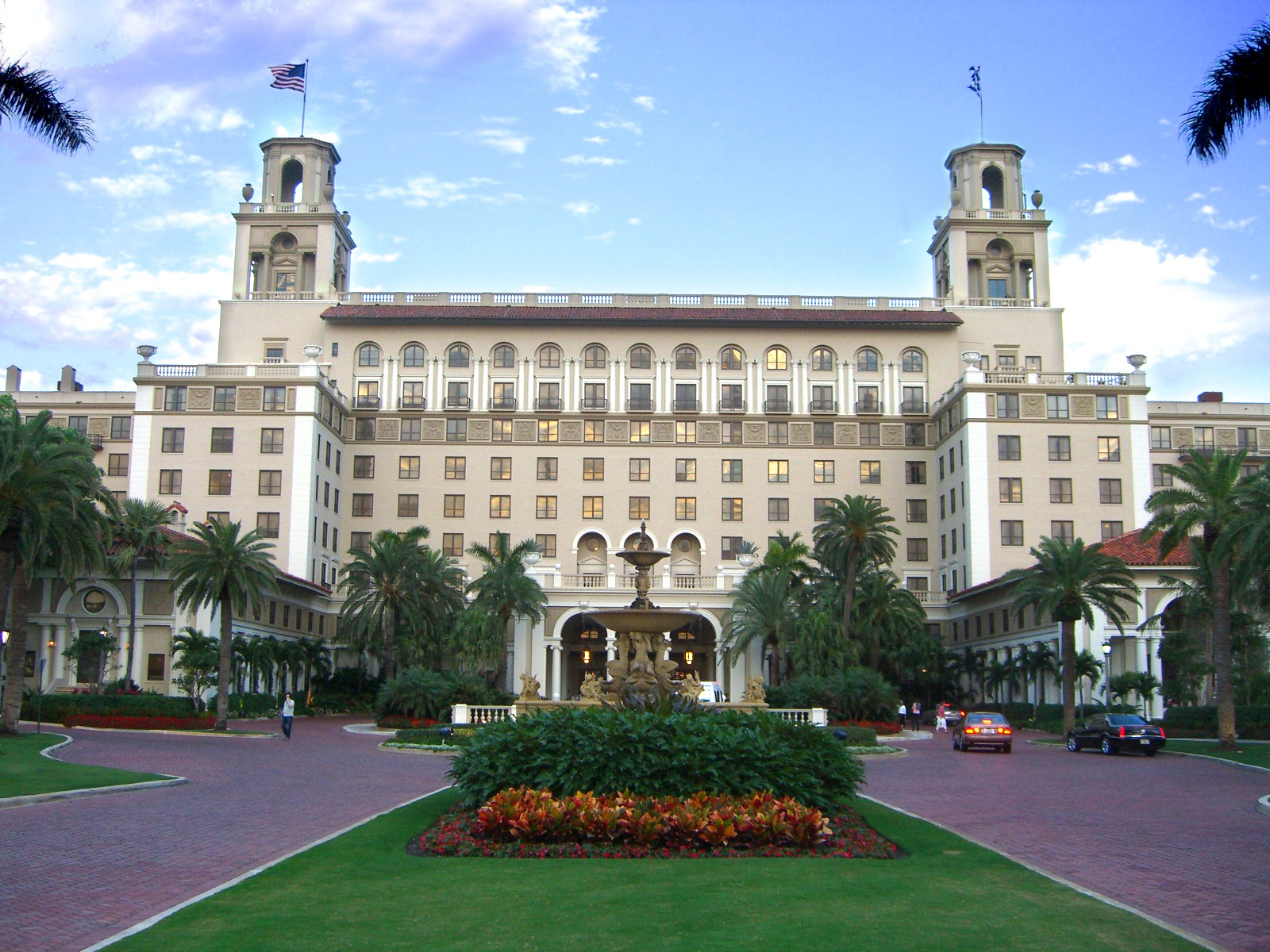
Breakers Hotel.

Segons el cens de 2010, [6] hi havia 8348 persones residint a Palm Beach. La densitat de població era de 290,51 hab. /km². Dels 8348 habitants, Palm Beach estava compost pel 97.44 % blancs, el 0.63 % eren afroamericans, el 0.02 % eren amerindis, el 1.04 % eren asiàtics, el 0 % eren illencs del Pacífic, el 0.35 % eren d'altres races i el 0,52 % pertanyien a dues o més races. Del total de la població el 3.92 % eren hispans o llatins de qualsevol raça.
Al cens del 2000, més de la meitat de la població (52,7 %) tenen 65 anys o més, amb una edat mitjana de 67 anys. 9,4 % són menors de 18 anys, l'1,5 % són de 18 a 24, l'11,5% en tenen entre 25 a 44, i el 25,0 % de 45-64. Per cada 100 dones hi ha 79,3 homes. Per cada 100 dones de 18 o més anys hi ha 77 homes.
La renda per càpita de la població era 109.219 $. Els homes tenien una renda mitjana de $71.685 contra $42.875 per a les dones. 5,3 % de la població i el 2,4 % de les famílies estan per sota del llindar de pobresa. 4,6 % dels menors de 18 anys i 2.9 % d'aquests 65 i de més vell viuen sota la línia de pobresa.
La distribució per races de la ciutat és de 96% Euro americà (93,8 % eren blancs no hispans) [8], 2,57 % Negre, 0,53% asiàtics, 0,04 % nadius americans, 0,02 % illencs pacífics, 0.21 % d'altres races, i 0,63 % a partir de dues o més races. 2,56 % de la població eren hispànics  de qualsevol raça.
Les 10 468 persones a la ciutat estan organitzats en 5789 llars i 3 021 famílies. La densitat de població és de 2669.2 habitants per milla quadrada (1,031.1 / km²). Hi ha 9948 unitats de coberta en una densitat mitjana de 2,536.6 per milla quadrada (979.8/km²). 7,7 % de les llars tenen nens sota edat de 18 que hi vivien, 48.1 % era parells casats vivint juntes, 3.3 % tenien un cap de família femení sense presència del marit i 47.8 % eren no-famílies. 42,6 % de totes les cases van ser compostos d'individus i 27.6 % tenen alguna persona gran gran de 65 anys d'edat o més vells. La mida mitjana de la llar era 1,81 i la mida mitjana de la família és 2,38.

## Educació
El Districte Escolar del Comtat de Palm Beach gestiona les escoles públiques, entre les quals hi ha l'escola primària pública de Palm Beach.
També hi ha dues escoles privades al poble: Palm Beach Day Academy i Rosarian Academy (una escola catòlica).
El Sistema de Biblioteques del Comtat de Palm Beach gestiona les biblioteques públiques.

## Punts d'interès
- Breakers Hotel
- Four Arts Gardens
- Mar-a-Lago
- Flagler Museum[7]
- Worth Avenue
- St. Edward Roman Catholic Church